# Piękne Łąki
Piękne Łąki (niem. Schönwiese) – wieś nadgraniczna w Polsce położona w województwie warmińsko-mazurskim, w powiecie gołdapskim, w gminie Gołdap.
W latach 1975–1998 miejscowość administracyjnie należała do województwa suwalskiego.